# Friedrich Sixt von Armin
Friedrich Bertram Sixt von Armin (Wetzlar, 27 de novembro de 1851 — Magdeburgo 30 de setembro de 1936) foi um general alemão da primeira guerra mundial.

## Primeira guerra mundial

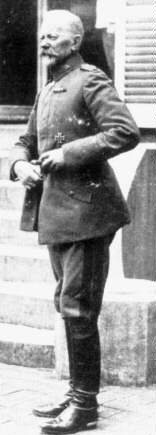
Sixt von Armin

No começo da guerra, Sixt von Armin e o 4º destacamento faziam parte do primeiro exército da Frente Ocidental, onde estiveram profundamente envolvidos na guerra de trincheiras que definiu os primeiros anos do conflito. Pelo seu desempenho nas operações de combate no front, particularmente em Arras e em Somme, ele foi condecorado com Pour le Mérite em 1916. No ano seguinte ele foi indicado ao comando do 4º exército, e também serviu como comandante-em-chefe na região de Flandres. Durante o comando o 4º exército ele repeliu vários ataques britânicos, notavelmente em Passchendaele, recebendo posteriormente a Ordem da Águia Negra e folhas de carvalho para a Pour le Mérite.

## Honrarias
- Pour le Mérite
- Ordem da Águia Negra